# Fraczek zawstydzony
Fraczek zawstydzony czyli Tryumf kontusza – dwuaktowa komedia nieznanego autorstwa. Premiera odbyła się 26 lutego 1781 w Teatrze Narodowym w Warszawie.

## Tematyka
Tematem utworu jest tzw. spór fraka z kontuszem, tj. dyskusja o uleganiu zagranicznym wpływom wobec wierności staropolskiej tradycji. W literaturze polskiej temat był wcześniej poruszany przez Franciszka Bohomolca w sztuce Małżeństwo z kalendarza (1766). Nowatorskim pomysłem autora Fraczka zawstydzonego było obsadzenie w rolach obu konkurentów Polaków zamiast cudzoziemca przeciwko Polakowi.

## Treść
Dwóch konkurentów: Walery i Damis stara się o rękę panny Hortensji. Walery nosi się po polsku, Damis natomiast zgodnie z modą cudzoziemską (kilka funtów pudru na głowę i na suknię sypię, tysiącznymi się oblewam / perfumami, fraczek na siebie wdziewam). Panna Hortensja początkowo ulega urokowi Damisa, jednak w końcu uświadamia sobie, że za modnym ubiorem kryje się bezmyślny, nielojalny cynik. Dla kontrastu Walery przedstawiony został jako wierny, skromny i lojalny przyjaciel. Panna Hortensja uzasadnia swój wybór słowami: Zawsze milsza cnota w kontuszu niż pod modnym fraczkiem ukryte występki.